# Общероссийский классификатор единиц измерения
Общероссийский классификатор единиц измерения, аббр. ОКЕИ — общероссийский классификатор для использования при решении задач количественной оценки технико-экономических и социальных показателей в целях осуществления государственного учета и отчетности, анализа и прогнозирования развития экономики, обеспечения международных статистических сопоставлений, осуществления внутренней и внешней торговли, государственного регулирования внешнеэкономической деятельности и организации таможенного контроля; обозначение — ОК 015−94. Объектами классификации в ОКЕИ являются единицы измерения, используемые в этих сферах деятельности.
Разработан ВНИИКИ совместно в ЦЭК, Центром экономической конъюнктуры и Управлением статистических стандартов и классификаций Госкомстата. Принят Постановлением Госстандарта от 26.12.1994 № 366. Введён в действие с 01.01.1996. ОКЕИ согласован с ГОСТ 8.417.
В 1975 был опубликован СОЕВС (Общесоюзный классификатор «Система обозначения единиц величин и счета, используемых в автоматизированных системах управления народным хозяйством для обработки технико-экономической информации»). СОЕВС действовал с 1976 по 1988 г.
С 1988 по 1994 гг. использовался СОЕИ (Общесоюзный классификатор «Система обозначений единиц измерений, используемых в автоматизированных системах управления»). ОКЕИ заменил СОЕИ.
В 1999 г. в ОКЕИ закреплена связь с МК 002−97: в последнем нет национальной части ОКЕИ.
ОКЕИ разработан на основе Рекомендации № 20 СЕФАКТ ЕЭК ООН, ТН ВЭД, ISO 31−0:1992 и ISO 1000:1992. ОКЕИ согласовывает идентификационные коды с кодами международной классификации по Рекомендации № 20. «Межгосударственный классификатор единиц измерения и счета» (МК 002−97)
Единицы измерения в ОКЕИ разбиты на семь групп:
- единицы длины;
- единицы площади;
- единицы объёма;
- единицы массы;
- технические единицы;
- единицы времени;
- экономические единицы.

Аналоги:
- Межгосударственный классификатор единиц измерения и счета МК 002−97 (СНГ);
- АК 004−2001 «Классификатор единиц измерения и счета» (Республика Армения);
- Общегосударственный классификатор Республики Беларусь ОКРБ 008−95 «Единицы измерения и счета»;
- Классификатор единиц измерения и счета Евразийского экономического союза (КЕИ) ЕК064−2020.